# Better than Today
"Better Than Today" pjesma je australske izvođačice Kylie Minogue. Objavljena je kao treći singl s Minogueinog jedanaestog studijskoj albuma, Aphrodite, 3. prosinca 2010. godine, u izdanju diskografske kuće Parlophone.

## O pjesmi
Pjesmu "Better Than Today" prvo su napisali Nerina Pallot i Andy Chatterley za Pallotin EP iz 2009. godine, Buckminster Fuller EP. Minogue ju je ponovno snimila 2009. godine, a Stuart Price dodatno producirao. Glazbeno, "Better Than Today" pop je pjesma s elementima ostalih stilova koji koriste gitaru, sintsajzer i programiranje bubnjevima.
Kao singl, pjesma nije postigla uspjeh kao Minogueini prethodni singlovi s albuma Aphrodite. Nakon ranog debitiranja na ljestici zbog digitalnog preuzimanja albuma, pjesma je dospjela na 32. mjesto na britankoj ljestici. Tako je postala Minoguein najniže plasiran singl na toj ljestici poslije "The One" iz 2008. godine. Singl je objavljen u Australiji 28. veljače 2011. godine. Debitirao je na australskoj ljestvici na 55. mjestu, i tako postao njen peti singl koji nije dospio između prvih 50, poslije "Finer Feelings" iz 1992. (60. mjesto) i "Get Outta My Way" iz 2010. (69. mjesto). Unatoč neuspjehu u Ujedinjenom Kraljevstvu i Australiji, pjesma je postala Minoguein šesti hit broj jedna na američkoj Hot Dance Club Songs ljestici i treći singl s albuma Aphrodite na prvom mjestu te ljestice.
"Better Than Today" je primila različite ocjene glazbenih kritičara. Pohvalili su tekst pjesme okrenut plesu, uspoređujući ga s Mnogueinim radom iz 1990-tih na albumu  Rhythm of Love i pjesmama od Scissor Sisters. Mnogi kritičari pohvalili su pjesmu kao dio albuma, ali nisu vjerovali da je dovoljno jaka za nezavisan singl. Spot za pjesmu, kojeg je snimila Minogue i njeni pomoćnici s turneje, objavljen je 19. studenoga 2010. godine. Spot pokazuje modu i koreografiju nastupa tijekom turneje For You, For Me Tour, na kojoj je Minogue prvi put i izvodila pjesmu. Recenzije za spot bile su uglavnom pozitivne, mnogi su ga uspoređivali s Minogueinim prijašnjim spotovima.

## Popis pjesama
| - 7" singl 1. "Better Than Today" – 3:26 2. "Better Than Today" (Bills & Hurr Remix Edit) – 3:47 - CD singl 1 1. "Better Than Today" – 3:26 2. "Can't Get You Out of My Head" (BBC Live Lounge Version) – 3:16 - CD singl 2 1. "Better Than Today" – 3:26 2. "Better Than Today" (Bills & Hurr Remix) – 8:36 3. "Better Than Today" (The Japanese Popstars Mix) – 6:45 4. "Get Outta My Way" (BBC Live Lounge Version) – 3:40 - Digitalni EP 1. "Better Than Today" – 3:26 2. "Better Than Today" (Bills & Hurr Remix Edit) – 3:47 3. "Better Than Today" (The Japanese Popstars Mix) – 6:45 4. "All the Lovers" (BBC Live Lounge Version) – 3:33 | - iTunes digital EP 1. "Better Than Today" – 3:26 2. "Better Than Today" (Bills & Hurr Remix Edit) – 3:47 3. "Better Than Today" (The Japanese Popstars Mix) – 6:45 4. "Better Than Today" (Monarchy 'Kylie Through the Wormhole' Remix) – 8:13 5. "All the Lovers" (BBC Live Lounge Version) – 3:33 - iTunes digital remixes EP 1. Better Than Today (Bimbo Jones Club Remix) - 7:34 2. Better Than Today (Bimbo Jones Radio Edit) - 3:09 3. Better Than Today (Bellatrax Remix) - 5:33 4. Better Than Today (Bellatrax Radio Edit) - 3:02 |

## Top ljestvice
| Top ljestvice (2010./2011.)               | Najviša pozicija |
| ----------------------------------------- | ---------------- |
| Australija                                | 55               |
| Francuska                                 | 63               |
| SAD (Billboard Hot Dance Club Play Songs) | 1                |
| Ujedinjeno Kraljevstvo                    | 32               |

| Ljestvica (2011.)                    | Pozicija |
| ------------------------------------ | -------- |
| SAD Hot Dance Club Songs (Billboard) | 10       |

## Povijest objavljivanja
| Država                 | Datum              | Format              | Diskografska kuća      |
| ---------------------- | ------------------ | ------------------- | ---------------------- |
| Austrija               | 3. prosinca 2010.  | Digitalni EP        | EMI                    |
| Belgija                | 3. prosinca 2010.  | Digitalni EP        | EMI                    |
| Kanada                 | 3. prosinca 2010.  | Digitalni EP        | EMI                    |
| Danska                 | 3. prosinca 2010.  | Digitalni EP        | EMI                    |
| Finska                 | 3. prosinca 2010.  | Digitalni EP        | EMI                    |
| Francuska              | 3. prosinca 2010.  | Digitalni EP        | EMI                    |
| Njemačka               | 3. prosinca 2010.  | Digitalni EP        | EMI                    |
| Irska                  | 3. prosinca 2010.  | Digitalni EP        | EMI                    |
| Nizozemska             | 3. prosinca 2010.  | Digitalni EP        | EMI                    |
| Švicarska              | 3. prosinca 2010.  | Digitalni EP        | EMI                    |
| Ujedinjeno Kraljevstvo | 3. prosinca 2010.  | Digitalni EP        | Parlophone             |
| SAD                    | 3. prosinca 2010.  | Digitalni EP        | Astralwerks            |
| Norveška               | 6 December 2010    | Digitalni EP        | EMI                    |
| Švedska                | 6 December 2010    | Digitalni EP        | EMI                    |
| Ujedinjeno Kraljevstvo | 6 December 2010    | 7" singl, CD single | Parlophone             |
| Italija                | 7. prosinca 2010.  | Digitalni EP        | EMI                    |
| Španjolska             | 7. prosinca 2010.  | Digitalni EP        | EMI                    |
| Tajvan                 | 10. prosinca 2010. | CD singl            | Gold Typhoon           |
| Australija             | 28. veljače 2011.  | Digitalni EP        | Warner Music Australia |
| Novi Zeland            | 28. veljače 2011.  | Digitalni EP        | Warner Music Australia |
| SAD                    | 8. ožujka 2011.    | Remix EP            | Astralwerks            |
| Australija             | 18. ožujka 2011.   | CD singl            | Warner Music Australia |